# Ruth Maierová
Ruth Maierová (nepřechýleně Ruth Maier) (10. listopadu 1920 Vídeň – 1. prosince 1942 Osvětim) byla židovská spisovatelka s českými kořeny. 26. listopadu 1942 byla zatčena a deportována na lodi Donau. Zemřela 1. prosince 1942 v Osvětimi. Její zápisky se dodnes zachovaly a deník byl vydán do několika jazyků.

## Původ a život
Ruth Maierová pocházela z asimilované židovské rodiny a narodila se jako dítě sociálně demokratického poštovního pracovníka Ludwiga Maiera a jeho chotě Irmy roz. Grossmannové. Její otec byl český Žid a pocházel z moravských Žarošic, kde měl rodinu a pravidelně ji navštěvovali. První roky svého dětství strávila ve vídeňském obvodu Währing, roku 1931 se ale rodina odstěhovala do obecní budovy v Gersthofer Straße 75–77. Roku 1933 zemřel její otec. Po anšlusu se stala svědkem násilného napadání Židů a pogromů.
Velká většina Židů byla v té době vyhoštěna z bytů, a to včetně Maierových, kteří dům opustili dne 31. července 1938 a uchýlili se k obchodníkovi Hugo Singerovi, známého jejich otce.
Zatímco její mladší sestra mohla v prosinci roku 1938 odjet z Vídně takzvaným dětským transportem, Ruth byla pro tuto akci příliš stará a nemohla jet s ní. Její matka se jí snažila pomoci, a hledala možnost, jak by jí dostala ze země. Využila kontakty svého chotě a Ruth se podařilo dostat do Norska. Seznámila se zde s o rok mladší Gunvorou Hofmovou, jež se stala její důvěrnou přítelkyní.
Chtěla emigrovat do USA, což se jí nepodařilo, neboť nacistická vojska obsadila již i Norsko. Všichni Židé pak byli zapsáni do seznamů a připraveni ke krutému osudu. Ruth Maierová se přestěhovala do internátu, avšak roku 1942 byla započata deportace židovské menšiny norské země a Maierová byla 26. listopadu zatčena gestapem. Byla násilně deportována do Auschwitzu, kde byli Židé, až na pár výjimek ihned posláni do plynových komor. Do komory byla také hned poslána Ruth, kde zahynula v pouhých 22 letech.

## Deník
Ruth Maierová si již od 12 let vedla deník, v němž se zabývala nejen popisem svého života a svých všedních dnů, ale i životem současné Židovky.
Její přítelkyně Gunvor Hofmo schraňovala její zápisky přes padesát let. Její sestra Judith žijící v Anglii pak uchovávala její dopisy. Jan Erich Vold vytvořil ze všech jejích dopisů a zápisků roku 2007 rozsáhlý životní příběh. Jedná se o nejucelenější literární dokument, jaký v Norsku existuje o židovské osobě za 2. světové války.
Kniha byla přeložena do 12 jazyků a výrazně obohatil život Židů za války. Český překlad vydalo nakladatelství Edika v roce 2021.

## Vztah k Moravě
Její otec byl český Žid z Žarošic u Hodonína. Ruth zde jezdila za prarodiči. Z jejích zápisků z deníku se dozvídáme, že měla k české zemi velmi vlivný vztah a dokonce se cítila býti Židovkou z Moravy.
| „                                        | Jsme teď v Žarošicích. Je tu překrásně. Mám Žarošice raději než Vídeň. Cítím se tady doma. Budu psát. Teď se musím dívat. A nasávat do sebe všechnu tu krásu. Po návratu do školy to využiju a budu z toho žít. Jako velbloud z tukových zásob. | “ |
| — Ruth Maierová, červenec 1936, Žarošice | |   |

Ve svém deníku v červenci roku 1936 prohlásila, že se cítí býti z Žarošic, a že je má radši než Vídeň, i tak ale přese všecko se hlásila k židovské národnosti, jak ve svém deníku psala a byla hrdá na to, kým je.